# Alexandre (prénom)
Pour les articles homonymes, voir Alexandre, Saint Alexandre et Saint-Alexandre.
Alexandre [alɛksɑ̃ːdʁ] est un prénom masculin fêté le 22 avril.

## Sens et origine du nom
Il est utilisé comme nom de baptême à partir de la Renaissance[réf. nécessaire]. Ce nom, porté par de nombreux saints, est d'origine grecque : Αλέξανδρος (Aléxandros) signifie « celui qui repousse le guerrier (ennemi) » ou plus généralement « protecteur des hommes ». Étymologiquement, il est en effet composé du verbe "ἀλέξω" (alexō), « repousser, défendre » et du nom "ἀνδρός" (andros),  génitif de "ἀνήρ" (anēr), « homme ». 
Rendu célèbre grâce à Pâris Alexandre dans l'Iliade, puis par le roi de Macédoine Alexandre le Grand, il a été transcrit en égyptien :
| G1 | E23 · V31 | O34 · N35 | D46 · D21 · O34 |

| G1 | E23 · V31 | O34 · N35 | D46 · D21 · O34 |

Comme bien d'autres prénoms, Alexandre est devenu aussi un nom de famille et est également utilisé dans des prénoms composés (Pierre-Alexandre, François-Alexandre, Jean-Alexandre, Julien-Alexandre…).

## Popularité du nom
- En France, ce prénom est classé 39e au classement des prénoms les plus utilisés[3].

- En Suisse, il est le 6e prénom le plus donné pour l'année 2009[4].

## Variantes

### Diminutifs
- Alex
- Sacha ou Sasha, diminutif russe et serbe.
- Sandy ou Sandie
- Xander
- Chasta ou Shasta.
- Sandra, Sandrine

### Féminines
- Alexandra, Alejandra, Aleksandra, Alessandra, Leandra,  Alexandrette[5], Alexandrie, Alexandrina, Alexandrine[6], Alassane, Alexie, Alexis (uniquement dans certains pays anglo-saxons), Alix

### Masculines
- Alec, Aleck, Alessandro, Alejandro, Alexander, Alassane, Alick, Alexis, Alistair, Alix, Léandre et Alister[6].

### Linguistiques
- Albanais : Aleksandër, Lek ou Lekë
- Allemand : Alexander
- Anglais : Alexander, Leander
- Arabe : Iskander,  Skander, Skandar, Skand
- Azéri : İsgəndər (Isgandar)
- Bulgare et Macédonien : Александър, Сашо (Sacho)
- Catalan : Alexandre
- Coréen : 알렉상드르 (allegsangdeuleu)
- Corse : Lisandru
- Croate : Aleksandar
- Danois : Alexander, Aleksander
- Espagnol : Alejandro, Alexandro, Alexandre
- Farsi : Eskandar[réf. nécessaire]
- Gallo : Sandr
- Géorgien : ალექსანდრე (Aleksandré) ; diminutifs : ალეკო, ლექსო, სანდრო (Aléko, Leqso, Sandro)
- Grec : Αλέξανδρος, Αλέξανδρα (Aléxandros, Aléxandra) ; diminutifs : Αλέκο, Αλεκούλα (Aléko, Alékoula)
- Hongrois : Sándor, Sanyi
- Italien : Alessandro, Sandro ; diminutif : Ale
- Japonais : アレクサンダー (Arekusandā)
- Latin : Alexander
- Occitan : Alexandre
- Poitevin : Alessendre, Alissandre ; diminutifs : Léxandre, Léxondre, Lissandr, Sandre, Sandrou[7]
- Polonais : Aleksander ; diminutifs : Olek, Alek
- Portugais : Alexandre, Leandro, Alexandro, Alessandro
- Roumain : Alexandru, Alexandra ; diminutifs : Sandu, Sanda, Andi, Andiuța.
- Russe : Александр, Саша, Алик, Шура, Шурик, Саня  (Aleksandr, Sasha, Alik, Shoura, Shourik, Sania)
- Serbe : Aleksandar, Saša, Aleksa
- Tétoum : Xanana
- Turc : Iskender (il a donné son nom au fameux Iskender Kebap, döner kebap de bœuf servi avec du yaourt et de la sauce tomate)
- Ukrainien : Олександр, Сашко, Олесь (Oleksandr, Sashko, Olès')
- Valencien: Alecsandro, Aleixandre, Aleksandro